# أمة مودوك
أمة مودوك هي قبيلة معترف بها فيدراليًا من شعب مودوك، وتقع في مقاطعة أوتاوا في الرّكن الشّمالي الشّرقي من أوكلاهوما ومقاطعتي مودوك وسيسكيو في شمال شرق كاليفورنيا. أصغر قبيلة في الولاية، وهم من نسل فرقة الكابتن جاك من شعب مودوك، الّذين تمّت إزالتهم في عام 1873 بعد حروب مودوك من أراضيهم التّقليدية في شمال كاليفورنيا وجنوب أوريغون. تمّ نفيهم إلى وكالة كواباو في الإقليم الهنديّ (الآن أوكلاهوما)، حيث تمّ إيواءهم مع شعب شاوني من شرق نهر المسيسيبي.
في الخمسينيّات من القرن الماضي، تمّ إنهاء الوضع المعترف به فدراليًا لمحمية كلاماث (حيث يعيش مودوك الآخرون) ومودوك، مما أدى لإنهاء المساعدة الفيدراليّة للقبيلتين. أعيد تنظيم قبيلة مودوك في أوكلاهوما لاحقًا بشكل مستقل وحصلت على اعتراف فدرالي في عام 1978. لقد حصلوا أيضًا على قاعدة أرضيّة وأدخلوا البيسون إلى منطقتهم. لقد اتّبعوا عدّة طرق للتّنمية الاقتصاديّة في بيئة كانت غير مضيافة مقارنة بشمال كاليفورنيا.

## حكومة
يقع المقر الرئيسي لشركة شعب مودوك في ميامي، أوكلاهوما، ويقع مقرّها الرّئيسي في مقاطعة أوتاوا. ومن بين 250 عضوًا قبليًا مسجّلاً، يعيش 120 منهم داخل ولاية أوكلاهوما. زعيم القبيلة هو بيل فوليس، الّذي كان له دور فعّال في تأمين الاعتراف الفيدرالي المتجدّد عام 1978. تمّ إنهاء الاعتراف الفيدراليّ بالقبيلة في الخمسينيّات من القرن الماضي، إلى جانب الاعتراف بمحميّة كلاماث، حيث يعيش أشخاص آخرون من مودوك.  تقع منطقة مودوك القضائية القبلية ضمن مقاطعة أوتاوا، أوكلاهوما .  كما قاد فوليس القبيلة في الحصول على قاعدة أرضية.
يضم المجمع الحكومي للقبيلة أرشيفًا ومكتبة. إنّها الوحيدة في المنطقة المخصّصة لتاريخ الأمريكيّين الأصليّين وعلم الأنساب.

## النمو الإقتصادي
تدير شعب مودوك هيئة الإسكان؛ كازينو تم إنشاؤه عام 1998 مع قبيلة ميامي ؛ وريد سيدار لإعادة التدوية، التي تأسست عام 1996 وهي مفتوحة للمجتمع الأكبر. إنهم يديرون مشروع مودوك بيسون وهم أعضاء في مجلس البيسون بين القبائل . كما يقومون بإصدار لوحات التّرخيص القبلية الخاصة بهم. يقع الكازينو المعروف باسم الاسطبلات في ميامي، أوكلاهوما، ويضمّ مطعمًا ومتجرًا للهدايا.
توفر شركة ريد سيدار لإعادة التدوير إعادة تدوير الورق والورق المقوى مجّانًا للشّركات والمقيمين في المنطقة؛ كما أنّهم يدفعون سعر السّوق لإعادة تدوير الألومنيوم. توفّر الشركة القبلية مواد تعليمية حول إعادة التّدوير وتستضيف فعاليات إعادة تدوير الإطارات.
في القرن الحادي والعشرين، انخرطت القبيلة فيما يُعرف باسم "إقراض يوم الدّفع"، والّذي يعتبر مثيرًا للجدل بسبب ارتفاع معدّلات الرّسوم المفروضة على العملاء في كثير من الأحيان. وسمح بتشكيل شركة تحت اسم القبيلة ووضعها القانوني من أجل تجاوز قوانين الربا في الولاية. وبينما تؤكّد القبيلة أنه لم يتمّ القيام بأيّ شيء غير قانوني، فقد أُدين زعيم الشّركة، سكوت تاكر، بارتكاب مخالفات مالية وحُكم عليه في شهر يناير عام 2018 بالسّجن الفيدرالي لأكثر من 16 عامًا. وأمرت لجنة التّجارة الفيدراليّة شركته وآخرين متورّطين بدفع 1.3 مليار دولار. اليوم، تشارك القبيلة بشكل مستقّل في "إقراض يوم الدّفع" على نطاق أصغر بكثير، مما يدر الإيرادات.

## تاريخ
احتل شعب مودوك تقليديًا حوالي 5000 ميل مربع من المناطق الداخلية فيما يعرف الآن بحدود كاليفورنيا وأوريجون. ورغم أنّ أراضيهم القبلية كانت تشمل منطقة صغيرة، إلا أنها كانت تتمتّع بتنوع بيولوجي كبير. ويحدّها من الغرب جبال كاسكيد ؛ إلى الشّرق كانت هناك أرض قاحلة من المسطّحات القلوية. وتحدّها غابات صنوبر بونديروسا من الشّمال، ويشكل ما يعرف بالنّصب التّذكاري الوطني لافا بيدز الحدود الجنوبيّة.
ينحدر مودوك التّاريخي من ثقافات السّكان الأصليّين التي كانت موجودة في المنطقة منذ 10000 عام، وكان فريدًا من الناحية الثقافية. لقد تحدثوا لغة كلاماث ، كما فعل شعب كلاماث المجاور (والمنافس). وفي بعض الأحيان شكلوا فرق حرب لطرد الزوار غير المرحب بهم أو مداهمة القبائل المجاورة. كان المودوك صيادين وجامعي الثّمار الّذين تابعوا مواسم الطّعام. لقد عاشوا حياتهم في غموض نسبيّ. بدأ وصول الأمريكيّين الأوروبيّين في أوائل القرن التّاسع عشر في التذعدي على أراضيهم وتغيّرت حياتهم.
كان لغزو تجار الفراء، الذي أعقبه المستوطنون الأوروبيون في شمال غرب المحيط الهادئ، مجموعة متنوعة من الآثار الاجتماعية والاقتصادية على السكان الأصليين. قام مودوك بمقايضة تجار الفراء بالبنادق والخيول، والّتي وجدوها ضروريّة للتّنافس مع القبائل المجاورة. لكن في نهاية المطاف، أفسح التّجار والمنّقبون المجال للمزارعين ومرّبي الماشية، الّذين تنافسوا على الأراضي والموارد ولم يكن لديهم سوى القليل من الاهتمام بالسكان الأصليّين. سافر هؤلاء الغزاة الأمريكيّون الجدد غربًا في منتصف القرن التّاسع عشر عن طريق طريق أوريغون، والّذي مر مباشرة عبر أراضي مودوك التّقليدية.
تعلمت قبيلة مودوك العيش بسلام مع الوافدين الجدد في مجال الزّراعة وتربية الماشية، الذين كانوا يعملون معهم ويتاجرون بالماشية وغيرها من الضّروريات. لكن تدفق غير الهنود إلى أوطان أجدادهم كان له تأثير كبير على ثقافة شعب مودوك. لقد اعتنقوا عديدًا من طرق الوافدين. في نهاية المطاف، تبنّوا ملابس مصمّمة على غرار غير الهنود، الذين تواصلوا معهم اجتماعيًا في بلدة يريكا القريبة، كاليفورنيا.
يستخدم مودوك أحيانًا الأسماء التي أطلقها عليهم الرجل الأبيض. على سبيل المثال، أصبح كينتبوس معروفًا باسم الكابتن جاك، بينما تم توثيق رجال آخرين في السجلات الأمريكية.
احتاج العدد المتزايد من المستوطنين إلى المزيد من الأراضي للزراعة والرّعي. نتيجة للضّغط الهائل للتّسلل الأبيض إلى الأراضي الهنديّة في كاليفورنيا وأوريجون، تنازلت قبائل مودوك وكلاماث وياهوسكين من الأفعى عن أراضيها لحكومة الولايات المتّحدة ووقّعت معاهدة حجز مشتركة في عام 1864. وافق مودوك على العيش جنبًا إلى جنب مع هنود كلاماث، على الرّغم من أنّ هذه الشّعوب كانت أعداء تقليديّين.
كانت الحياة داخل المحميّة صعبة. قام كلاماث الأكثر عددًا بمضايقة مودوك، كما أهملهم العميل الهنديّ. أصبح مودوك محبطًا بشكل متزايد. مع حلول عام 1865، قاد الكابتن جاك فرقته من مودوك خارج المحميّة وعادوا إلى أراضيهم في منطقة النّهر المفقود (كاليفورنيا) شمال كاليفورنيا.
ولم يتم التصديق على المعاهدة الموقّعة عام 1864 من قبل مجلس الشيوخ الأمريكيّ حتى عام 1870. رفض الكابتن جاك لمدّة عامين العودة إلى محميّة كلاماث، وطلب ملكيّة منفصلة على النّهر المفقود لنهر مودوك. ولكن مع انتهاك فرقته للمعاهدة، قرّر الجيش الأمريكي الاستيلاء على مودوك المتجوّل وإعادتهم إلى محميّة كلاماث في ولاية أوريغون. تسبّبت المواجهة في حرب مودوك المتفجّرة.

### حرب مودوك
مع اندلاع القتال، انسحب محاربو مودوك مع زوجاتهم وأطفالهم إلى لافا بدس القريبة. استخدموا الكهوف العديدة للدّفاع عنهم وملجأهم. لمّدة ستّة أشهر تقريبًا، عمل الكابتن جاك مع سبع وخمسون من شجعانه لمقاومة جيش بلغ عدده أكثر من ألف رجل. كانت الأسلحة العسكريّة الصّغيرة مدعومة بمدافع الهاوتزر الجبليّة وقذائف الهاون.
خسر الكابتن جاك ستّة رجال فقط في القتال المباشر، بينما عانى الجيش الأمريكي من مقتل 45 شخصًا. وشمل الأخير إي آر إس كانبي، الجنرال الوحيد في جيش الولايات المتّحدة الذي فقد حياته في حرب هنديّة. في شهر أبريل عام 1873، في اجتماع للجنة السّلام، قتل الكابتن جاك وآخرون الجنرال إدوارد كانبي والقس. إليعازر توماس، وجرح اثنين آخرين، معتقدين خطأً أنّ ذلك سيشجّع الأمريكيّين على المغادرة. تشير التّقديرات إلى أنّ حرب مودوك كلّفت حكومة الولايات المتّحدة ما لا يقل عن نصف مليون دولار. ونظرًا لقلّة عدد المحاربين، ربّما كانت هذه الحرب الهنديّة الأكثر تكلفة على الإطلاق. وبالمقارنة، قدرت تكلفة الأرض للحجز الذي طلبته مودوك على النّهر المفقود بمبلغ 10000 دولار.
انتهت الحرب أخيرًا في الأول من يونيو عام 1873، باستسلام مودوك والقبض عليهم، الّذين لم يتمكّنوا من إمداد أنفسهم بالطّعام. تمّ اتّهام الكابتن جاك وخمسة من محاربيه: شونشين جون، وبلاك جيم، وبوسطن تشارلي، وبارنشو، وسيوكس بارتكاب جرائم حرب. وهم الأمريكيّون الأصليّون الوحيدون الذين يحاكمون أمام لجنة عسكرية بمثل هذه الاتّهامات. تمّ بناء المشنقة قبل بدء المحاكمة، وكان من الواضح أنّ الأحكام ستكون الإعدام شنقًا. وكان الموعد المحدّد للإعدام هو الثالث من شهر أكتوبر عام 1873. أدين الكابتن جاك وبارنشو وسيوكس وحُكم عليهم بالإعدام.
ولكن قبل تنفيذ عمليّات الإعدام مباشرة، خففت الّلجنة الأحكام الصّادرة بحقّ بارنشو وسيوكس إلى السّجن مدى الحياة في جزيرة الكاتراز في كاليفورنيا. لم يتم إخبار الرّجال بالتّغيير إلا بعد أن أُجبروا مع رجال ونساء وأطفال مودوك الآخرين على مشاهدة إعدام الكابتن جاك.

### المنفى من ولاية أوريغون
لحل الصراع بين مودوك وكلاماث في المحمية، قرر المفوض الأمريكي للشؤون الهنديّة (الآن مكتب الشّؤون الهنديّة) نقل مودوك بعيدًا إلى الشّرق، إلى وكالة كواباو في شمال شرق الإقليم الهنديّ. أُمر أفراد عائلة مودوك بحزم جميع متعلقاتهم لرحلة طويلة ولكن لم يتم إخبارهم بوجهتهم. في يوم 12 من شهر أكتوبر عام 1873، تمّ تحميل 155 مودوك: 42 رجلاً و59 امرأة و54 طفلاً على 27 عربة وغادرت فورت كلاماث بولاية أوريغون تحت حراسة النّقيب إتش سي هاسبروك وجنود البطاريّة ب، المدفعيّة الرّابعة.
وبعد أسبوع توقفت البعثة الكبيرة لأول مرة بالقرب من يريكا، كاليفورنيا. عندما وصلوا ردينغ، كاليفورنيا، أخذ الحراس العسكريون بارنشو وسيوكس بعيدًا عن المجموعة الرئيسية إلى السجن في جزيرة الكاتراز. تم وضع مودوك المتبقين على متن قطار وإيواءهم في عربات الماشية. لم ير أحد من النّاس قطارًا من قبل، وكانوا خائفين من الضّجيج والحركة. كانت عربات السّكك الحديديّة الأربع الخاصّة بهم مقترنة بسيّارتين أخريين مملوءتين بالجنود. كان الحراس بالبنادق المحمّلة يقفون على أبواب كلّ سيّارة ليلاً ونهارًا. وتمّ تقييد جميع الرّجال والفتيان القادرين على حمل الأسلحة داخل السّيارات، ممّا زاد من محنتهم. في هذه المرحلة، تم نقلهم إلى فورت دا رسل في إقليم وايومنغ.
بالقرب من الحصن، تلقى ضباط الجيش أوامر بأخذ سجناء مودوك إلى فورت ماكفرسون، نبراسكا . عند وصوله أخيرًا إلى هناك في 29 أكتوبر، قام الكابتن هاسبروك بتسليم مهامه إلى الكابتن ملفيل سي ويلكنسون، الجيش الأمريكي، المفوّض الخاصّ المسؤول عن إزالة الهنود. تمّ وضع السّجناء مؤقّتًا على جزيرة في نهر بلات، على بعد أميال قليلة من الحصن، حيث قاموا بالصّيد وصيد الأسماك من أجل الطّعام.
نظرًا للتّحويل إلى نبراسكا، اضطّر مودوك إلى السّفر لمسافة 2000 ميل خلال برد أواخر الخريف، ولم يصل إلى باكستر سبرينغز، كانساس، حتى يوم 16 من شهر نوفمبر عام 1873. وصل 153 من رجال ونساء وأطفال مودوك باردين وجائعين إلى هذا الجزء من الإقليم الهنديّ.
في باكستر سبرينغز، تشاور الكابتن ويلكنسون مع حيرام دبليو جونز، الوكيل الهندي في وكالة كواباو، حول مكان وضع مودوك. قرروا تحديد موقع الفرقة على أرض شاوني الشرقية، ليتم الإشراف عليها مباشرة من قبل العميل جونز. لكن وكالة جونز كواباو لم يتم تزويدها بسلع إضافية لتجهيز السّجناء: 153 شخصًا كان لديهم بطّانيات قليلة ولكن فضفاضة على ظهورهم. مع وجود تشارلي سكارفد في القيادة وبمساعدة يوم واحد من ثلاثة غير هنود، قام مودوك ببناء ثكناتهم الخشبيّة المؤقّتة على بعد مئتي ياردة من مقرّ الوكالة. وتمّ إيواء بعضهم في خيام. كان من المقرّر أن تكون هذه أماكن الإقامة موطنًا لهم حتى شهر يونيو عام 1874، عندما اشترى مكتب الشّؤون الهنديّة 4000 فدانًا لحجزهم من شاوني الشّرقية.
كانت وكالة كواباو تقع على أرض شاوني الشرقية في الركن الشمالي الشرقي من الإقليم الهندي، الآن مقاطعة أوتاوا، أوكلاهوما. ويحدّها من الشّمال خط ولاية كانساس ومن الشّرق خط ميسوري. شكّلت أمّة الشّيروكي حدودها الغربيّة والجنوبيّة. كانت الوكالة وكالة فرعيّة تابعة لوكالة نيوشو إلى عام 1871، عندما تم فصلهما قضائيًا. كانت القبائل التي تشكل وكالة كواباو هي قبائل بيوريا الكونفدرالية، وشوني الشرقية، وميامي، وأوتاوا، وكواباو، وسينيكا، ووياندوت.
وظل الكابتن ويلكنسون مع التهم الموجهة إليه حتى الأسبوع الثاني من شهر ديسمبر. وعندما غادر الوكالة، أبلغ مفوض الشؤون الهنديّة، "بالنّسبة للسيارات، في الفندق القديم المستخدم لهم في باكستر، وجدتهم مطيعين بشكل موحّد، ومستعدّين للعمل، ومبتهجين في الامتثال للوائح الشّرطة، ومع كلّ لقد أثبتوا مرارًا وتكرارًا أنّهم لا يحتاجون إلّا لعلاج عادل، يتم تنفيذه بحزم ولطف لجعلهم أشخاصًا موثوقين بشكل فريد.
أبلغ العميل جونز عن عدم وجود صعوبات في فرض الانضباط الصارم، على الرغم من ظهور منطقة احتكاك صغيرة. راهن بعض مودوك، مما أدى في بعض الحالات إلى خسارة القليل من ممتلكاتهم. عندما رفض تشارلي ذو النّدبة، الّذي أصبح الرّئيس، التّدخل، عيّن جونز بوغس تشارلي رئيسًا. شغل منصب الرّئيس حتى عام 1880، عندما أنهت الحكومة الفيدرالية حكومة مودوك القبلية الرسمية في أوكلاهوما لمدة مئة عام تقريبًا. وعيّنت مسؤولين من خلال مكتب الشّؤون الهنديّة.

### الأراضي الهندية
كانت السنوات الأولى التي أعقبت التّرحيل إلى الأراضي الهنديّة صعبة بالنّسبة لمودوك. لقد عانوا كثيرًا من المرض والعديد من المصاعب بسبب الإدارة الفاسدة والقاسية للعميل جونز. خلال فصل الشّتاء الأول لهم في وكالة كواباو، لم تقدّم لهم الحكومة أيّ طعام أو ملابس أو إمدادات طبيّة. لم يتلقّ جونز ووكالة كواباو أموالاً لدعمهم لمدة عام تقريبًا بعد وصولهم، عندما تمّ تخصيص 15000 دولار.
وفي ظل هذه الظروف، كان معدل وفيات الأطفال والمسنين مرتفعا بشكل خاص. مع حلول عام 1879، بعد ستّ سنوات في وكالة كواباو، توفي أربع وخمسون شخصًا وبقي تسع وتسعون فقط من القبيلة. بحلول وقت تخصيص الأراضي العامّة لأسر مودوك عام 1891 بموجب قانون دوز، لم يتبق سوى ثمان وستين شخصًا بالغًا. وقد ولد الكثير بعد الإزالة. في السنوات الأولى، اعتمد الناس في بقائهم على قيد الحياة على الهدايا المالية والملابس من المنظّمات الخيريّة الشّرقية، وهو ما يمثل العديد من الأشخاص الذين كانوا غاضبين من سوء معاملة الحكومة للمودوك.
خلال سبعينيّات القرن التّاسع عشر، كان مكتب الشؤون الهنديّة مليئًا بالفساد؛ كان من المعروف أنّ العملاء الهنود يرسلون فواتير للحكومة الأمريكيّة مقابل الموارد المخصّصة للقبائل، والّتي تمّ تحويلها إلى مبيعات خاصة. عملت هذه الحلقات الهنديّة المزعومة بناءً على مؤامرة مشتركة بين سياسي واحد وعميل هندي واحد وتاجر محلي واحد على الأقل.
وقد حاول الرئيس يوليسيس س. جرانت القضاء على مثل هذا الكسب غير المشروع من خلال تعيين جماعات دينية وزعماء دينيين للاستيلاء على الوكالات الهندية. كان الكويكرز، أو جمعيّة الأصدقاء، من المعينيّن البارزين بين العملاء الهنود الجدد. كان الكويكرز المسؤولون عن وكالة كواباو في سبعينيّات القرن التّاسع عشر من نفس جمعيّة الأصدقاء الّذين ينسب إليهم الفضل في اقتراح "سياسة السّلام" الهنديّة الأصليّة بنجاح على الرّئيس يوليسيس إس جرانت.
كان كويكر هيرام دبليو جونز العميل الهندي في وكالة كواباو عندما وصل 153 أسير حرب من مودوك إلى هناك في عام 1873. أبلغ زميله من الكويكرز، إينوك هوج، الّذي كان المشرف على مقر هيئة الرّقابة الهنديّة الوسطى في لورانس، كانساس. كما حدث، كانت زوجة جونز وزوجات هوج أبناء عمومة من الدّرجة الأولى. جهود جرانت للقضاء على الفساد لم تنجح هنا. كما كتب المؤرّخ ألبرت هورتادو، "كان مودوك ضحايا عصابة هنديّة من كويكر كانت تعمل في وكالة كواباو لما يقرب من عقد من الزذمان خلال سبعينيّات القرن التاسع عشر". من بين موظّفي الوكالة الإثني عشر، كان إحدى عشر منهم من أقارب العميل جونز أو المشرف هوغ.
بعد فترة وجيزة من تسوية مودوك في وكالة كواباو، منعهم العميل جونز من التّداول مع أي شخص باستثناء متجر بجوار مبنى الوكالة؛ مُنعوا من الذّهاب إلى التّجار في مكان قريب سينيكا بولاية ميسوري. كان ابن عم المشرف هوغ، تي إي نيولين، يدير المتجر. عندما قدّم سكان سينيكا العديد من الشّكاوى بشأن الظّروف الّتي لا تطاق التي يعاني منها مودوك، رفضت الحكومة الفيدراليّة ادّعاءاتهم. اعتقد ممثّلو الكونجرس أنّ هؤلاء يمثّلون التّجار الساخطين الذين شعروا بالمرارة من استبعادهم من تجارة مودوك المربحة.
استمر معدل الوفيات في مودوك في الارتفاع. بسبب الشّكاوى المستمرة من قبل مودوك وجيرانهم غير الهنود، تمّ التّحقيق مع وكالة جونز الهنديّة من قبل مكتب الشّؤون الهنديّة في عام 1874 ومرّة أخرى في عام 1875، ولكن لم يتمّ إجراء سوى تغييرات قليلة ولم يتم إجراء أيّ تهم جنائيّة نتيجة لذلك. بعد تحقيق ثالث في عام 1878، تمّ الإبلاغ رسميًا عن نظامه للمحسوبيّة والفساد. تمّ وصف جونز وأفراد عائلته بأنهم يتلقون عمولات من التّجار المحليّين مقابل الأسعار المتضخّمة والجودة الرّديئة للسّلع والخدمات المقدّمة للوكالة. لم يكن الأمر كذلك إلى عام 1879 عندما تمّ إعفاء حيرام جونز وخاتم عائلته من مهامهم في وكالة كواباك.
ثابر رجال ونساء مودوك على التكيف من أجل البقاء. لقد عملوا في أي شيء يجلب الدّخل. عمل الرّجال في مزارع جيرانهم البيض، ونقلوا المواد والإمدادات إلى البلدات المحيطة. باعت النّساء خرزاتهنّ وسلالهنّ المنسوجة بشكل معقّد. كان كل من الرّجال والنّساء يعملون في الحقول.
وسرعان ما بدأوا يزرعون أراضيهم واستمروا في تحسين حالة وإنتاجية أراضيهم الزراعية وقطعان الماشية. تمّ وصفهم بأنّهم يتحسنون كلّ عام في ممارسات الاستيعاب في الّلباس والزّراعة وصيانة المنزل وتشجيع أطفالهم في المحميّة والمدارس الأخرى. اعتبرهم موظّفو وكالة كواباك متفوقّين بين القبائل الّتي يشرفون عليها.
خلال خريف عام 1874، قام ألفريد ميتشام، أحد مفوضي السلام الأربعة الذين التقوا بالكابتن جاك خلال حرب مودوك، بزيارة مودوك في وكالة كواباو. كان يخطّط للقيام بجولة لإلقاء محاضرات في الولايات الشرقية تتعلق بمغامراته أثناء الحرب وحاول تجنيد رجال من مودوك. وحصل على الإذن.
كان مودوك مهتمًا جدًا بالحصول على التّعليم لأطفالهم. وبعد ستّة أسابيع من الإزالة، بدأ خمس وعشرون من أطفالهم في الالتحاق بمدرسة كواباو الداخلية على بعد حوالي اثني عشر ميلاً شمال الوكالة. وبعد أقل من عام، تمّ الإبلاغ عن أنّ الأطفال يتعلّمون الّلغة الإنجليزيّة بسرعة، كما تعلّم العديد من البالغين القراءة والكتابة. عام 1879، شيّدت الحكومة مبنى في محميّة مودوك كان بمثابة مدرسة وكنيسة. التحق العديد من الأطفال لاحقًا بمدرسة كارلايل الهنديّة بالقرب من مدينة أركنساس بولاية كانساس. ومع ذلك، بعد وفاة آدم مكارتي، ابن زوجة شونشين جون، في كارلايل، كانت عائلات مودوك متردّدة في إرسال أطفالها إلى المدرسة.
أصبح مودوك أيضًا نشطًا في الكنيسة التي أنشأتها لهم جمعية الأصدقاء. بحلول عام 1881، تحول معظمهم إلى عقيدة الكويكرز. أصبح ثلاثة من محاربي الكابتن جاك، الذين كان يُشار إليهم سابقًا باسم "المرتدّين المتوحشين والمتعطّشين للدّماء"، قساوسة مسجلين في كنيسة الأصدقاء. كان ستيم بوت فرانك، الذي اتخذ لاحقًا اسم فرانك مودوك، أول هندي أمريكي كامل الدّم يصبح وزيرًا مسجّلاً في جمعيّة الأصدقاء. وكان أيضًا الوزير الأوّل لكنيسة مودوك.
للتحضير للخدمة، طلب فرانك حضور مدرسة أوك جروف اللاهوتية في فاسالبورو، ماين . وأثناء وجوده هناك أصيب بالمرض. أدرك أنّ الموت كان قريبًا وأراد العودة إلى المنزل ليكون مع طفله الوحيد إلوود، فغادر المدرسة اللاهوتية. سافر حتى بورتلاند، مين، حيث توّفي في الثاني عشر من شهر يونيو عام 1886. ودُفن في مقبرة الأصدقاء هناك.
عام 1891، اشترت جمعيّة الأصدقاء مبنى الكنيسة ونقلته إلى الموقع الحالي على طريق المقاطعة S679 المجاور لمقبرة مودوك. تمّ توسيع المبنى ليشمل أماكن معيشة لمبشّر الأصدقاء وعائلته أيضًا. أقيمت الخدمات يوم الأحد واجتماعات الصلاة ليلة الأربعاء. مع تراجع عدد المصلّين في الوقت الّذي كان فيه بعض الأمريكيّين الأصليّين يعودون إلى الممارسات التقليديّة، في خريف عام 1978، عقدت جمعيّة الأصدقاء الاجتماع الأخير للعبادة في الكنيسة.

## الإنهاء والاعتراف
تم إنهاء قبيلة مودوك في أوكلاهوما بموجب قانون أصدره الكونجرس في الخمسينيّات من القرن الماضي بهدف تحفيز الاستيعاب. احتفظ أفراد القبيلة بهويتهم وتقدّموا بطلب للحصول على الاعتراف الرّسمي، والّذي نجح في شهر مايو عام 1978. أدّى هذا إلى استعادة العلاقة الخاصّة للقبيلة مع الحكومة الفيدرالية وجعل الأعضاء مؤهلين للحصول على المساعدة الفيدراليّة. من بين أفعالهم المبكرة شراء كنيسة مودوك وأفدنتها الأربعة من جمعيّة الأصدقاء. لقد حصلوا على منحة من وزارة الإسكان والتنمية الحضريّة الأمريكيّة لترميم الكنيسة. مكّن مبلغ إضافي قدره 24000 دولار من جمعيّة أوكلاهوما التّاريخية من استكمال ترميم الكنيسة.
تمّ وضع كنيسة ومقبرة أصدقاء مودوك في السّجل الوطني للأماكن التاريخية في عام 1980، وهو أول موقع تم تعيينه على هذا النحو في مقاطعة أوتاوا، أوكلاهوما . بعد ذلك بوقت قصير بدأ تجديد الكنيسة، وتم تكريسها في العاشر من شهر يونيو عام 1984، احتفالاً بالانتهاء منها. عام 1988، وضع فرع الرّائد ويليام ماكبرايد، جمعيّة بنات الولايات المتّحدة الوطنيّة عام 1812، علامة تاريخيّة في الكنيسة.
تمّ تسجيل أول قبر مميز في مقبرة مودوك باسم روزي جاك، الّتي توفيت في شهر أبريل عام 1874. كانت روزي ابنة الكابتن جاك و"زوجته الشّابة" ليزي. تمّ دفن العديد من المشاركين البارزين في حرب مودوك في المقبرة في قبور غير مميّزة. ترمز الكنيسة ومقبرتها إلى الخسائر الّتي تكبدها 153 أسير حرب من مودوك من القرن التّاسع عشر.
بعد حرب نيز بيرس مع الولايات المتحدة، تم ترحيل الزعيم جوزيف وشعبه قسراً من أوطانهم في الشمال الغربي إلى فورت ليفنوورث، كانساس ، في عام 1877. وبعد ثمانية أشهر تمّ نقلهم بالقطار إلى باكستر سبرينغز، كانساس. لم يتمكّن نيز بيرس الضّعيف والمريض من إكمال الرحلة إلى وكالة كواباو. تمّ تعيين مودوك كأعضاء فريق لنقل الأشخاص إلى مودوك سبرينغز في المحميّة، وأقاموا معسكرًا مؤقّتًا.
لم يبق نز بريس طويلاً مع مودوك. وبعد أقلّ من ستّة أشهر، أمرهم جونز بنقلهم بضعة أميال شمالًا إلى محميّة بيوريا. في النّهاية، تمّ نقلهم إلى وكالة بونكا في الجزء الغربيّ من الإقليم الهنديّ؛ تمّ نقلهم لاحقًا إلى مواقع في ولاية واشنطن وأيداهو.

## القرن العشرين وما بعده
بموجب قانون 3 من شهر مارس 1909، سمحت حكومة الولايات المتّحدة لمودوك بالعودة إلى ولاية أوريغون. تشير السّجلات إلى عودة تسع وعشرين شخصًا؛ ومع ذلك، فقد عاد العديد منهم قبل عام 1909. تمّ تسجيل كل من مودوك الذين عادوا وأولئك الّذين اختاروا البقاء في أوكلاهوما في وكالة كلاماث. مع مرور السّنين، تمّ نسيان لغة مودوك وعاداتها وثقافتها.
تم إنهاء قبائل مودوك وكلاماث بموجب سياسة الإنهاء الهندية من الإشراف الفيدرالي بموجب قانون إنهاء كلاماث ، أو القانون العام 587، الصادر في 13 أغسطس 1954 في جلسات الاستماع في الكونجرس خلال عام 1965، أظهرت الشّهادات أنّ مودوك الّذين يعيشون في أوكلاهوما وكانساس وميسوري لم يتمّ إخطارهم بشكل صحيح بأنّ قبيلتهم سيتمّ إنهاءها بالتّزامن مع حجز كلاماث، حيث لم تحدّد أي من الإشعارات العامّة أنّ الإنهاء يشمل مودوك.
بعد عدّة سنوات، اجتمعت القبائل في الرّكن الشّمالي الشّرقي من أوكلاهوما معًا لتأسيس المجلس القبلي المشترك في شمال شرق أوكلاهوما. في ذلك الوقت، شكّل مودوك حكومة قبليّة غير رسميّة. أصبح بيرت هايمان، الّذي كانت والدته واحدة إحدى أصغر أسرى الحرب، أول رئيس قبلي. يليه فيرنون ووكر "الهولندي"، حفيد جيمس لونج، "أصغر محارب مودوك".
في قسم خاصّ من "قانون الإعادة" الصّادر في 15 من مايو عام 1978 والّذي يعكس جميع قوانين إنهاء ولاية أوكلاهوما، يخاطب قبيلة مودوك في أوكلاهوما مؤكّدا أنّ أحكام قانون إنهاء كلاماث لا تنطبق عليهم باستثناء ما هو منصوص عليه للمشاركة في المطالبات المستقبلية ضدّ الولايات المتّحدة.
أصبح بيل جي فوليس، الحفيد الأكبر لجيمس لونج، رئيسًا عام 1973. عندما مُنحت القبيلة الاعتراف الفيدراليّ عام 1978، أصبح الزّعيم فوليس أوّل رئيس معترف به فدراليًا لقبيلة مودوك في أوكلاهوما منذ وفاة بوغوس تشارلي عام 1880. كان هناك العديد من رؤساء مودوك في وكالة كواباو بعد بوغاس ولكن لم يتمّ التّعرف عليهم على هذا النّحو إلّا من قبل شعب مودوك.
يواصل الزعيم فوليس، الفارس المتعطش ومربي الماشية، قيادة قبيلة مودوك في أوكلاهوما. كان مسؤولاً عن الحصول على الاعتراف الفيدرالي بالقبيلة وإعادة إنشاء قاعدة أرضيّة قبلية. تمّ الانتهاء من مجمع مودوك القبلي، الواقع في 515 جي ستريت، ميامي، أوكلاهوما، في الجزء الأوّل من عام 1982. يضم المجمع المقرّ القبلي والمحفوظات القبلية والمكتبة. المكتبة هي الوحيدة في المنطقة المخصّصة فقط لتاريخ الأمريكيّين الأصليّين وعلم الأنساب. بدأ شيف فوليس أيضًا العديد من البرامج الاقتصادية مثل إعادة التدوير سيدار الأحمر، الّذي تمّ افتتاحه للمجتمع في عام 1996. في عام 1998، دخلت قبائل مودوك وميامي في مشروع مشترك لتأسيس الاسطبلات؛ مؤسسة للمراهنة خارج المسار ومؤسسة بنغو عالية المخاطر تقع بجوار مجمع قبيلة مودوك. أيضًا، تحت قيادة الرّئيس فوليس، أعادت القبيلة إدخال البيسون إلى مرج مودوك بقطيع مزدهر ومتزايد باستمرار. واليوم، يدير المكتب القبلي العديد من البرامج الفيدراليّة وبرامج الولايات الّتي يستفيد منها أفراد القبائل، فضلاً عن الأمريكيّين الأصليّين الآخرين في المنطقة.

## روابط خارجية
- قبيلة مودوك في أوكلاهوما ، الموقع الرسمي
- مقبرة مودوك على موقع Rootsweb.com
- تتوصل Modoc Tribe إلى تسوية مع الفيدراليين بشأن التحقيق في يوم الدفع